# 1-萘甲酰氯
1-萘甲酰氯是一种有机化合物，化学式为C11H7ClO，它是2-萘甲酰氯的同分异构体。它可由1-萘甲酸和草酰氯在二甲基甲酰胺催化下于二氯甲烷中反应制得。

## 反应
1-萘甲酰氯和苯胺在三乙胺存在下于四氢呋喃中反应，可以得到N-苯基-1-萘甲酰胺。